# Love (álbum de The Cult)
Love es el segundo álbum de estudio de la banda de rock inglesa The Cult, lanzado en 1985 por Beggars Banquet Records. El álbum fue lanzado en casi 30 países alrededor del mundo, y vendió un estimado de 2,5 millones de copias. Este álbum le dio a The Cult un éxito comercial en el Reino Unido y en el extranjero. Love fue grabado en el Jacob's Studios en Farnham, Surrey, entre julio y agosto de 1985.
Varias ediciones en CD europeas, así como también canadienses y australianas, incluían dos bonus tracks: "Little Face" como tema cuatro, y "Judith" como tema once. Varias otras ediciones extranjeras tenían otros temas extra. Por razones desconocidas, las ediciones en vinilo y casete coreanas omitieron las canciones "Big Neon Glitter" y "Revolution". También inexplicablemente, en Filipinas se usó una versión considerablemente más corta de la canción "Brother Wolf Sister Moon"; teniendo sólo 5:18, omitiendo la mayor parte del solo de guitarra en la segunda mitad del tema.

## Lista de canciones
Todos los temas fueron compuestos por Ian Astbury y Billy Duffy.
1. "Nirvana" – 5:24
2. "Big Neon Glitter" – 4:45
3. "Love" – 5:35
4. "Brother Wolf, Sister Moon" – 6:49
5. "Rain" – 3:57
6. "The Phoenix" – 5:06
7. "Hollow Man" – 4:45
8. "Revolution" – 5:20
9. "She Sells Sanctuary" – 4:23
10. "Black Angel" – 5:22

## Personal
The Cult:
- Ian Astbury – voz principal y coros
- Billy Duffy – guitarras y coros en "The Hollow Man"
- Jamie Stewart – bajo y coros en "The Hollow Man"

Personal adicional:
- Mark Brzezicki – batería en todos los temas excepto "She Sells Sanctuary", "No. 13" y "The Snake"
- Nigel Preston – batería en "She Sells Sanctuary", "No. 13" y "The Snake"
- Simon Kliney – sampler
- The Soultanas (Mae McKenna, Lorenza Johnson, Jackie Challenor) – coros en "Rain", "The phoenix" y "Revolution"